# 쿵쯔언
쿵쯔언(龔慈恩, 공자은, 초기 예명은 쿵스첸(龔施茜, 공시천), 영문명은 Mini Kung, Mimi Kung, 1963년 9월 17일 ~ )은 중화민국 타이완 국적을 소지하고 있는 중화인민공화국 홍콩 특별행정구 여성 영화배우 겸 텔레비전 연기자이다.

## 생애
중화인민공화국 광둥성 홍콩 특별행정구에서 출생하였으며 지난날 한때 중화인민공화국 푸젠성 푸저우에서 잠시 유아기를 보낸 적이 있는 그녀는 1984년 홍콩의 텔레비전 드라마에서 연기자로 첫 데뷔하였고 1987년 홍콩 영화 《양청화분월(良青花奔月)》로 영화배우 데뷔하였다.
그녀는 중화인민공화국 태생의 중화민국 영화배우이기도 한 린웨이(林煒)의 부인이며 그와의 사이에서 얻은 자녀는 1남 1녀가 있다.

## 출연작품

### 드라마
- 설산비호
- 도가ㅡ다정도
- 포청천ㅡ청룡주
- 포청천ㅡ음양판
- 포청천ㅡ혈운번전기
- 포청천ㅡ반혈충혼
- 칠협오의ㅡ공주도혼
- 천사종규
- 서유기2

### 영화
- 삼인행: 생존게임